# Live at Montreux 1991/1992
Live at Montreux 1991/1992 är ett livealbum- och DVD från 2008 med Tori Amos, bestående av två shower från Amos tidiga karriär vid Montreux Jazz Festival i Schweiz den 3 juli 1991 och 7 juli 1992. Flertalet av låtarna är hämtade från debutalbumet Little Earthquakes. Eagle Rock Entertainment, en distributör för många utgivningar från Montreux Jazz Festival-framträdanden gavs ut showerna på CD och DVD över 15 efter att de ursprungligen spelades in.

## Låtlista
Alla låtar är skrivna och komponerade av Tori Amos om inget annat anges. 
| 1.  | Silent All These Years               | 4:14 |
| 2.  | Precious Things                      | 4:29 |
| 3.  | China                                | 5:16 |
| 4.  | Crucify                              | 5:21 |
| 5.  | Leather                              | 3:04 |
| 6.  | Song for Eric                        | 1:19 |
| 7.  | Upside Down                          | 4:33 |
| 8.  | Happy Phantom                        | 3:23 |
| 9.  | Winter                               | 5:28 |
| 10. | Thank You (Robert Plant, Jimmy Page) | 3:19 |

| 1. | Little Earthquakes                                                                    | 5:43 |
| 2. | Crucify                                                                               | 5:31 |
| 3. | Silent All These Years                                                                | 4:40 |
| 4. | Precious Things                                                                       | 4:58 |
| 5. | Happy Phantom                                                                         | 3:07 |
| 6. | Whole Lotta Love"/Thank You (Page, Plant, John Bonham, John Paul Jones, Willie Dixon) | 3:42 |
| 7. | Me and a Gun                                                                          | 4:50 |
| 8. | Winter                                                                                | 6:06 |
| 9. | Smells Like Teen Spirit (Kurt Cobain, Krist Novoselic, Dave Grohl)                    | 3:11 |

## Medverkande
Musiker
- Tori Amos - sång, piano, exekutiv producent

Produktion
- Geoff Kempin - exekutiv producent (Eagle Vision)
- Terry Shand - exekutiv producent (Eagle Vision)
- Claude Nobs - exekutiv producent (Montreux Sound Sa)
- Jon Astley - mastering
- Nikkie Amouyal - omslagsdesign
- Philippe Dutoiot - fotografi